# La gallina Turuleca
La gallina Turuleca és una pel·lícula espanyola-argentina d'animació per computadora de 2019, dirigida per Eduardo Gondell i Víctor Monigote. Va ser estrenada el 21 de setembre de 2019 al Festival Internacional de Cinema de Sant Sebastià 2019. Va guanyar un premi Goya en la categoria de millor pel·lícula d'animació.

## Sinopsi
Una gallina incapaç de posar ous troba la seva vida canviada quan la venen a una anciana, que descobreix que la gallina pot cantar.

## Repartiment
- Eva Hache com Turuleca
- José Mota com Armando Tramas
- Ana Ángeles García com Isabel
- Álvaro de Juana Pecos com Matías
- Paula Coria Portilla com Lucía
- Alejandro García com Antonio
- Lorenzo Beteta com Rudy
- Eva Lorenzo com infermera